# 普氏麗花鮨
普氏麗花鮨，為輻鰭魚綱鱸形目鱸亞目麗花鮨科的其中一種，分布於東南太平洋智利胡安·費爾南德斯群島海域，為亞熱帶海水魚，棲息在沿岸礁石區水域，生活習性不明。